# Erdzungenverwandte
Die Familie der Erdzungenverwandten (Geoglossaceae) stellt nach derzeitigem Forschungsstand die einzige Familie der Ordnung der Erdzungenartigen (Geoglossales) innerhalb der einzigen Klasse der Geoglossomycetes dar.

## Merkmale
Erdzungenverwandte bilden meist kleine, schwarze und keulenförmige Pilze, die 2–8 cm groß werden. Das Hymenium ist schwarz und hebt sich besonders im Jugendstadium nicht deutlich vom Stiel ab. Erdzungen gleichen vom Habitus her Kernkeulen, die aber kein Hymenium besitzen, sondern im Gegensatz zu den Erdzungen durch ihre Perithecien punktiert sind.
Ihre Asci sind inoperculat. Zur genauen Bestimmung ist ein Lichtmikroskop unerlässlich. Neuerdings werden nur noch Arten mit dunklen Sporen zu den Erdzungenverwandten gezählt.

## Ökologie und Verbreitung
Erdzungenverwandte leben saprobiontisch auf dem Boden oder totem organischem Material.
Sie haben eine weltweite Verbreitung vor allem in moosiger und sumpfiger Umgebung.

## Systematik
Ursprünglich von Corda beschrieben, wechselte die Familie lange die systematische Stellung und beinhaltete 6 Gattungen mit 48 Arten.
Molekularbiologische Untersuchungen zeigten, dass Arten mit hellen oder gefärbten Sporen zu den Leotiomycetes gehören. Die verbliebenen Gattungen mit dunklen Sporen hingegen sind systematisch isoliert und bilden nun eine eigene Ordnung und Klasse. 2013 wurde eine neue Gattung Glutinoglossum von Geoglossum abgetrennt und die Gattung Sabuloglossum neu beschrieben. 2015 wurde schließlich die Gattung Maasoglossum als basale Gattung der Erdzungenverwandten erkannt. Daher zählen im Moment 9 Gattungen zu den Erdzungenverwandten:
- Erdzungen (Geoglossum)
- Glutinoglossum: 2013 neu beschrieben
- Hemileucoglossum
- Leucoglossum
- Maasoglossum 1984 beschrieben und 2015 emendiert
- Nothomitra
- Sabuloglossum: 2013 neu beschrieben
- Gallertköpfe (Sarcoleotia)
- Haarzungen (Trichoglossum)

Die Gattungen Stielzungen (Microglossum) (mit der Grünen Stielzunge), Spatelinge (Spathularia) und Blasssporerdzungen (Thuemenidium) werden nun in verschiedenen Ordnungen der Leotiomycetes eingegliedert.